# Eclytus haustoriatus
Eclytus haustoriatus là một loài tò vò trong họ Ichneumonidae.